# Земський суд
Земський Суд — повітовий адміністративний орган в 1775–1862 рр. До 1796 року існувало дві палати — Верхня та Нижня, потім одна (до 1837 року називалася Нижньою). Обирався дворянами і державними селянами. 
Склад: засідателі та капітан-справник. 
Вирішував незначні судові справи, виконував вироки судових органів.

## Земський Суд.
Земський Суд — повітовий адміністративний орган в 1775–1862 рр. До 1796 року два — Верхній та Нижній, потім один (до 1837 року називався Нижнім). Обирався дворянами i державними селянами.
Склад: засідателі та капітан — справник.
Вирішував незначні судові справи, виконував присуди судових органів.

## Верхній Земський Суд.
Верхній Земський Суд мав значення апеляційної інстанції по відношенню до Нижнього Земського Суду.
Заснований в 1775 році імператрицею Катериною II в числі інших губернських установлень.
У кожній губернії повинен був бути один верхній земський суд, а у губерніях великих їх могло бути відкрито і більше. Верхній земський суд складався з двох голів, затверджуваних найвищою владою за поданням Сенату, і десяти засідателів, які обираються на три роки місцевим дворянством.
При верхньому земському суді визначалися прокурор і два стряпчих. Суд поділявся на два департаменти - кримінальний і цивільний, і відав справами за апеляціями дворян і деяких різночинців на повітові суди, дворянські опіки та нижні земські суди, причому міг вирішувати остаточно тільки позови ціною нижче ста рублів; в інших цивільних справах допускалась апеляція в громадську палату, а вироки суду по кримінальних справах підлягали обов'язковій ревізії кримінальної палати.
Верхній земський суд скасовано імператором Павлом І при введенні нових губернських штатів, у 1796 році.

## Нижній земський суд.
Нижній земський суд був виборним та колегіальним.
Він складався з виборного місцевим дворянством на 3 роки, або капітан — справник, та з двох або трьох земських засідателів, що також обиралися дворянством; крім того, до нижнього земського суду відряджалися із нижній розправ, два засідателі для участі по справам, які стосуються заселення (державних селян).
Нижній земській суд був відповідальним за: тишу та спокій в повіті, приведення у виконання урядових розпоряджень влади, поліцію торгову, спостереження за справним станом доріг і мостів, заходи до припинення заразливих хвороб і скотинячих відмінків, справи по відбуванню різних повинностей, заходи щодо вогню, справи про народне продовольство, заходи громадського піклування і до припинення жебрацтва, а також слідча частина, розгляд по маловажливим проступкам і рішення незначних позовів.

## Земські суди уКоролівстві Польському.
В Королівстві Польському земські суди (польськ. sąd ziemski) виникають на початку XIV століття на місці надвірних і задвірних королівських судів. Спочатку в їх компетенції було ведення суду по маловажним цивільних позовах між шляхтою, але потім вони були розширені, і в них зосередилася вся цивільна юстиція.
Земські суди складались з судді, підсудка та писаря, які обиралися королем з 12 кандидатів, представлених від кожного повіту. Земські суди засідали три рази в рік, кожна сесія тривала шість тижнів. Після утворення в 1807 році Герцогства Варшавського земські суди в його межах були скасовані.
Згідно польської конституції 1815 року, в кожному воєводстві мала бути створено кілька земських судів для проведення суду за цивільними справами на більш ніж 500 злотих, але ця частина конституції ніколи не була здійснена на практиці.

## Земські суди уВеликому князівстві Литовському.
У Великому князівстві Литовському земський суд  (лат. judicium terrestre) був шляхетським повітовим судом і існував в XV-XVIII століттях. Суд розглядав кримінальні і цивільні справи, записував скарги на державних службовців повіту, виконував нотаріальні акти. Земські судді вибиралися повітовою шляхтою з числа місцевих шляхтичів, які володіють майном і знають право. Земський суд проводив сесії 3 рази в рік, сесії суду (роки земські) тривали по 3-4 тижні. Судочинство велося на основі Бельського привілею 1564 року, а з 1588 року третьої редакцій Статутів Великого князівства Литовського.

## Верхньо-Ломовський Нижній Земський Суд (1781р.-1863р.)
Цей Земський Суд вирішував питання, які стосувались: Судові справи про самовільної порубки лісу, потрави хліба і захоплення землі селянами, про крадіжки майна, про нанесення побоїв і образ, про втечі селян і рекрутів, стягнення грошей і недоїмок, про спірної землі між однодвірцями, про видачу свідоцтва на право володіння маєтком.

## Керенський Нижній Земський Суд (1781 р.-1863р.)
Розглядав судові справи про крадіжку коней і про стягнення грошей. Кузнецький Нижній Земський Суд Саратовської Губернії (1781 р.-1863 р.). Укази і розпорядження Саратовського губернського правління і повітового суду, ордери повітового земського і Кузнецького судів, вислані в Кузнецьку нижню розправу, рапорти пристава 1-го і 2-го станів про події в повіті, рапорти, повідомлення та оголошення щодо розшуку осіб та прохання про наведення порядку в маєтках, судові справи про стягнення боргів.

## Мокшанський Нижній Земський Суд (1781р.-1863р.)
Судові справи про передачу у спадок маєтків, про самовільне захоплення землі і про спірної землі між поміщиками і селянами.

## Наровчатський Нижній Земський Суд (1781р.-1863р.)
Акт про відмову від нерухомого майна, вступний лист на володіння маєтком.

## Нижнєломовський Нижній Земський Суд (1781р.-1863р.)
Судові справи про крадіжку коней і майна, про продаж маєтку, про спірної землі між поміщиками.

## Пензенський Нижній Земський Суд (1780 р.-1863р.)
Укази і розпорядження губернського правління, департаменту поліції і земського суду про розшуку втікачів солдатів і політичних арештантів, селян, розкольників та інших осіб, про призов на дійсну службу, про переміщення нижніх військових чинів, про заборону бродяжництва, про висилку в Сибір, про припинення народних заворушень серед селян (1860 р.). Постанови, протоколи засідань і звіти суду. Відомості про події в повіті, відомості про фабрики і заводи (в тому числі про роботу кінських і вівчарних заводів), рапорти про розповсюдження холери та приписи щодо боротьби з нею, списки кантоністів, які перебувають на вихованні у батьків або родичів.

## Спаський Нижній Земський СудТамбовськоїГубернії (1781р. −1863р.)
Секретні циркуляри та розпорядження, надіслані до відома керівництва з Тамбовського губернського правління, повітового суду та інших місць, укази губернського правління про заснування в селах ярмарків і базарів, припис про заборону вести забудови в селищах з неприпустимими проміжками між будинками. Книги запису вхідних і вихідних паперів. Відомість про стан Виндреєвского чавунно-плавильного заводу поміщиці Очкиної. Списки розкольників чоловічої і жіночої статі різних сіл за 1839–1840 рр. Судові справи про крадіжки майна, про незаконний продаж лісу, про стягнення штрафних грошей за порубку лісу.